# Nathaniel Frank
Nathaniel Frank (* in Philadelphia, Pennsylvania) ist ein US-amerikanischer Autor und Historiker.

## Leben
Frank studierte an der Brown University und an der Northwestern University Geschichte. Als Autor schrieb er mehrere Werke. Für das Sachbuch Unfriendly Fire: How the Gay Ban Undermines the Military and Weakens America erhielt Frank den Stonewall Book Award. Frank publiziert in Magazinen und Zeitungen wie Slate, New York Times, New York Magazine, Washington Post, Huffington Post, The Atlantic, The New Republic, USA Today, Los Angeles Times und Philadelphia Inquirer. Frank ist als Direktor des What We Know Project, einer Forschungsinitiative am Zentrum für Ungleichheitsforschung der Cornell University, tätig. Er wohnt mit seinem Ehemann in Brooklyn.

## Werke (Auswahl)
- Unfriendly Fire: How the Gay Ban Undermines the Military and Weakens America
- Awakening: How Gays and Lesbians Brought Marriage Equality to America, Harvard University Press, April 2017

## Auszeichnungen und Preise (Auswahl)
- 2010: Stonewall Book Award – Israel Fishman Non-Fiction Award für Unfriendly Fire: How the Gay Ban Undermines the Military and Weakens America[8]